# 河尻秀長
河尻 秀長（かわじり ひでなが）は、安土桃山時代の武将・大名。美濃国苗木城城主。河尻秀隆の子。弟に河尻鎮行。豊臣秀吉の家臣。秀吉の主な合戦の殆どに従軍し各地を転戦する傍ら摂津国の豊臣直轄領の代官も務めた。

## 生涯
織田氏の家臣・河尻秀隆の子として誕生。秀隆は甲斐国主であったが、本能寺の変後の武田遺臣の蜂起により横死した。秀長は秀隆の遺領の殆どを相続することができず、石田三成の推挙を受けて豊臣秀吉に仕えることになったという。
天正12年（1584年）、小牧・長久手の戦いに兵100を率いて参陣、福島正則や加藤清正と共に秀吉本陣の後備を務めている。
7月、所領が隣接する久徳新介と用水を巡って相論となり秀吉の裁定を受けた。秀吉は久徳に対し、高宮（秀長の所領）へも用水を通すことを命じている。
天正13年（1585年）9月、近江国から摂津国に転封となり、替地として太田郡内で3,120石をあてがわれている。
天正14年（1586年）、方広寺大仏殿（京の大仏）の建設に奉行として携わる。
天正15年（1587年）、九州平定に兵150を率いて従軍。この頃から肥前守を称する様になる。
4月、小代氏が居城の肥後国・筒ヶ岳城を明け渡した後に城番として入れ置かれた。
天正16年（1588年）、聚楽第行幸の際には関白秀吉の直臣衆として供奉している。
11月17日、休夢、池田長吉、上田重安、松浦隆信、真田昌幸と共に秀吉の茶会に参加した。
天正18年（1590年）頃、摂津国・高槻で1万石を所領とし、代官として高槻城に在城していたと考えられている。
小田原征伐及び奥州仕置には兵150を率いて参加した。
同年、安威了佐に替わって摂津国・茨木の代官に任命され、茨木城に入城した。この代官交替には摂津国が秀吉の第一子・鶴松の扶養領とされた事との関連が想定されている。また勝尾寺に残る『大阪奉行衆等交名覚』には、前任の安威了佐や後の茨木城主・片桐貞隆と共に秀長の名も記されており、江戸時代における大坂町奉行と同一視される権限を有していた事が窺える。
文禄元年（1592年）、文禄の役に際しては肥前国・名護屋城に駐屯した。
文禄2年（1593年）5月23日、秀吉が名護屋城内で明の使者を引見した際には織田信秀、木下勝俊、有馬則頼、
戸田勝成、滝川雄利、古田重然、寺沢広高、氏家行継、富田一白、奥山重定、上田重安と共に次の間に参列。
文禄3年（1594年）4月8日、前田利家の京屋敷への御成の際には、堀田図書と共に秀吉の御相伴衆・菊亭晴季の配膳役を務めた様である。
慶長3年（1598年）、秀吉の死に際して形見として盛光の刀を受領した。
慶長4年（1599年）12月、徳川家康が鷹狩りを行い茨木城に止宿した際には、秀長が饗応役を務めた。
慶長5年（1600年）2月、森忠政の転封に伴い摂津・美濃両国内で加増され苗木城主となり、城持ち大名に返り咲いた。また摂津国・豊島郡の代官も兼ねた。
関ヶ原の戦いにおいては西軍方に呼応し、大坂城大和口の守備に就いた。その後、伏見城の戦いに参加。9月15日の本戦において討死した。
居城である苗木城は城代の関治兵衛が守っていたが、旧領回復をもくろむ東軍の遠山友政（苗木遠山氏）に攻略され、戦後没収された秀長の遺領は友政に返還された（美濃苗木藩）。
後に弟・河尻鎮行は江戸幕府に召し出され、子孫は200俵の旗本として存続した。

## 人物
天正15年（1587年）筆と推測される大谷吉継宛て千利休書状によると、大谷吉継と同日に千利休宅へ招かれていることが確認できる。
河尻肥後守直次は秀長の別称とされるが、直次を秀長の弟と見る説もある。
河尻氏の菩提寺は岐阜県加茂郡坂祝町長蔵寺。猿啄城（勝山城）城下町に父・河尻秀隆、弟・河尻鎮行、旧家臣団と共に秀長の墓がある。